# Ново (Высоковское сельское поселение)
Ново — деревня в Борисоглебском районе Ярославской области. Входит в состав Инальцинского сельского поселения.

## География
Находится в юго-восточной части Ярославской области на расстоянии приблизительно 27 км на запад-юго-запад по прямой от районного центра поселка Борисоглебский.

## История
Деревня была отмечена еще на карте 1798 года. В 1859 году здесь (деревня Угличского уезда Ярославской губернии) было учтено 20 дворов, в 1898 — 34.

## Население
Численность населения: 141 человек (1859 год), 0 как в 2002 году, так и в 2010.